# Fédération étudiante universitaire du Québec
La Fédération étudiante universitaire du Québec (FEUQ) était une fédération d'associations étudiantes universitaires au Québec, créée en février 1989. La FEUQ a été dissoute à la suite de la désaffiliation de la FAECUM en mars 2015.

## Mission
La Fédération étudiante universitaire du Québec (FEUQ) regroupait 9 associations membres et plus de 71 000 étudiants membres. Créée à la suite du dégel des frais de scolarité de 1989, elle avait pour principal mandat de défendre les droits et intérêts des étudiants, notamment auprès des gouvernements, des intervenants du domaine de l’éducation et des intervenants de la société civile.
Depuis sa création, et selon son esprit, la FEUQ s’attardait à défendre ses membres pendant leur passage à l’université en revendiquant une éducation accessible et de qualité qui favorise le développement des savoir-être et savoir-faire.
La mission de la FEUQ était de représenter, par l’intermédiaire des conseils exécutifs de ses associations membres, les étudiants universitaires afin d’étudier, de promouvoir, de protéger et de développer leurs intérêts ainsi que leurs droits académiques, sociaux, culturels et économiques.
Ses objectifs étaient de :
- représenter les associations étudiantes universitaires du Québec et leurs membres aux instances pertinentes afin de faire valoir leurs positions ;
- favoriser le cheminement académique des étudiants universitaires du Québec en travaillant à des dossiers susceptibles d’améliorer la qualité de l’enseignement et l’encadrement qui leur sont dispensés ;
- procurer aux associations étudiantes universitaires du Québec et à leurs membres l’information la plus complète possible quant aux dossiers traités et aux moyens permettant l’amélioration de leurs conditions de vie ;
- favoriser l’unité du mouvement étudiant du Québec.

## Structure
Comme son nom l’indique, la FEUQ fonctionne selon un modèle fédératif, c’est-à-dire que ses positions sont le fruit de la concertation de ses associations étudiantes membres. Les décisions de la Fédération se prennent selon le principe de la double majorité : en commissions, chaque association possède une voix, ce qui permet à tous de se faire entendre. En congrès, les propositions débattues (qui émanent des commissions) sont adoptées selon un mode semi-proportionnel. De plus, un consensus du 2/3 des voix représente la norme pour l’adoption d’une orientation, d’un document, etc. L’objectif de la Fédération par ce règlement, est d’être aussi respectueuse et représentative que possible.

### L’assemblée générale annuelle (AGA)
L'AGA est la plus importante instance de la Fédération étudiante universitaire du Québec puisqu’elle met un terme à l’année en cours et prépare la prochaine. C’est à l’assemblée générale que sont déterminées les grandes orientations de la Fédération pour le prochain mandat. L’AGA est également l’instance où les associations étudiantes votent pour la composition du Comité exécutif de l’année suivante.

### Le comité exécutif
Le comité exécutif est composé d’un président, d'un vice-président exécutif, d'un secrétaire général, d'un vice-président aux affaires universitaires, d'un vice-président aux affaires sociopolitiques, d'un président du CNCS, d'un vice-président du CNCS, d'un coordonnateur aux affaires étudiantes, d'un coordonnateur aux affaires internes et d’un coordonnateur aux affaires régionales. Le rôle de l’exécutif est d’assurer le fonctionnement au quotidien de la Fédération, ainsi que le suivi des dossiers, en plus de préparer les congrès de concert avec les associations hôtes. Ce travail se fait sous le mode de la représentation des associations membres. Par ailleurs, les officiers sont aidés dans leurs tâches quotidiennes par plusieurs employés.

### Le congrès
Entre les assemblées générales, le congrès de la FEUQ se réunit au moins quatre fois par année, et c’est en cette instance que se prennent toutes les décisions, qu’elles soient d’ordre politique, financier, philosophique, académique ou fonctionnel, selon le mode proportionnel. Au besoin, un congrès général spécial peut être convoqué pour traiter des dossiers qui ne peuvent attendre. Aucune décision n’est adoptée sans l’approbation du deux tiers des voix; néanmoins, le consensus est valorisé et les débats se poursuivent souvent pendant de longues heures pour y parvenir.

### Les commissions
Toutefois, si le congrès prend les décisions finales en séance plénière, les propositions sont toujours débattues au préalable en commissions. Les commissions sont regroupées par thème et ne se chevauchent que rarement dans le temps afin de permettre aux représentants étudiants élus d’assister au plus grand nombre de réunions possibles. Seules les propositions émanant des commissions peuvent être soumises pour débat et vote en séance plénière (congrès).
La commission des affaires universitaires (CAU) traite des dossiers relatifs à l’étudiant dans sa réalité académique universitaire, tel que : les frais de scolarité, la qualité de l’enseignement, l’accessibilité aux études, la formation, etc.
La commission des affaires sociopolitiques (CASP) traite des dossiers relatifs à l’étudiant dans sa réalité de citoyen, tel que : la politique jeunesse du gouvernement, l’aide financière aux études, les affaires fédérales et internationales, l’environnement, etc.
La commission des affaires institutionnelles (CAI) traite des dossiers liés à la dynamique interne et au fonctionnement organisationnel de la Fédération, tel que les finances, les communications, les lois sur les associations étudiantes, etc.

### Le CNCS
Enfin, le Conseil national des cycles supérieurs de la Fédération étudiante universitaire du Québec (CNCS-FEUQ) regroupe toutes les associations composées d’étudiants des deuxième et troisième cycles universitaires (12 associations membres regroupant plus de 25 000 étudiants). Le CNCS-FEUQ traite de la recherche subventionnée, du statut des étudiants-chercheurs, de certains dossiers internes ainsi que de quelques questions à saveur sociale comme la conciliation études-famille et le celui de la santé et sécurité des étudiants universitaires. Bien qu’ayant un statut de conseil autonome, la mission du CNCS est inclusive à celle de la FEUQ.

### Le conseil d’administration
En dernier lieu, le conseil d’administration de la Fédération entérine toutes les décisions prises par le congrès. Son mandat est de conférer aux membres la responsabilité des actions de l’organisation et de veiller à la pérennité de la FEUQ. Composé d’un représentant (nommé) de chaque association membre, le conseil d’administration se réunit au terme de chaque congrès pour entériner les décisions qui s’y sont faites. Le conseil d’administration est aussi l’organe qui approuve les dépenses effectuées à même le fonds de campagne.

## Comité exécutif
| Poste                                                    | 2014-2015                                                    | 2013-2014                                                                       | 2012-2013                                                    | 2011-2012                                                    | 2010-2011                                                    | 2009-2010                                         | 2008-2009                      |
| -------------------------------------------------------- | ------------------------------------------------------------ | ------------------------------------------------------------------------------- | ------------------------------------------------------------ | ------------------------------------------------------------ | ------------------------------------------------------------ | ------------------------------------------------- | ------------------------------ |
| Présidence                                               | Jonathan Bouchard                                            | Antoine Genest-Grégoire (mai à octobre) Tierry Morel-Laforce (novembre à avril) | Martine Desjardins                                           | Martine Desjardins                                           | Louis-Philippe Savoie                                        | Jean Grégoire                                     | David Paradis                  |
| Vice-présidence exécutive                                | Alex Goyer                                                   | Tierry Morel-Laforce (mai à octobre) Vacant (novembre à avril)                  | Yanick Grégoire                                              | Yanick Grégoire                                              | Ariane Campeau                                               |                                                   |                                |
| Vice-présidence aux affaires universitaires              | Maxence Lenoir                                               | Xénia Reinach (mai à août)                                                      | Tierry Morel-Laforce                                         | Laurent Gauthier                                             | Guillaume Houle                                              | Louis-Philippe Savoie                             | Pascal Marchi                  |
| Vice-présidence aux affaires sociopolitiques             | Annie Marier                                                 | Jonathan Bouchard                                                               | Thomas Briand-Gionest (Démission en avril)                   | Ariane Campeau                                               | Mathieu Oligny                                               | Daniel Pierre-Roy                                 | Daniel Pierre-Roy              |
| Secrétariat général                                      | Florian Schilz                                               | Simon Amiot                                                                     | (Vacant)                                                     | Ghita El Jihad                                               | Lysiane Boucher                                              |                                                   |                                |
| Vice-présidence aux affaires institutionnelles           | Poste scindé (vice-président exécutif et secrétaire général) | Poste scindé (vice-président exécutif et secrétaire général)                    | Poste scindé (vice-président exécutif et secrétaire général) | Poste scindé (vice-président exécutif et secrétaire général) | Poste scindé (vice-président exécutif et secrétaire général) | Mathieu Oligny Jean-Daniel Fortin (mai à octobre) | Philippe Brisson               |
| Coordination aux affaires internes et aux communications | Aboli                                                        | Aboli                                                                           | Aboli                                                        | Aboli                                                        | Aboli Mathieu Oligny (mai à janvier)                         | Ariane Campeau                                    | Jean Grégoire                  |
| Coordination aux affaires internes                       | Gene Morrow (mai à septembre)                                | Léonard Leprince                                                                | Cameron Monagle                                              | Maxime Clément                                               | Maxime Clément                                               |                                                   |                                |
| Coordination aux affaires étudiantes                     | Francis Bouchard                                             | Alex Goyer                                                                      | Leonard Leprince (février)                                   | David Charbonneau                                            | David Charbonneau                                            |                                                   |                                |
| Coordination aux affaires régionales                     | Félix-Antoine Mercier                                        | Annie Marier (janvier à avril)                                                  | Simon Amiot                                                  | Tommy Girouard-Belhumeur                                     | Valérie Lusignan                                             | Simon Lapierre                                    | Jean-Daniel Fortin             |
| Coordination aux affaires fédérales et internationales   | Aboli                                                        | Aboli                                                                           | Aboli                                                        | Aboli                                                        | Aboli                                                        | Lysiane Boucher                                   | Guillaum Dubreuil (mai à août) |
| Présidence du CNCS                                       | Bruno Belzile                                                | Marc-André Legault                                                              | Marc-André Legault                                           | (Vacant)                                                     | Laurent Viau                                                 | Olivier Beaulieu-Mathurin                         | Olivier Beaulieu-Mathurin      |
| Vice-présidence du CNCS                                  | (Vacant)                                                     | Maryse Tétreault                                                                | Leah Freeman (À partir de novembre)                          |                                                              |                                                              |                                                   |                                |

## Associations membres

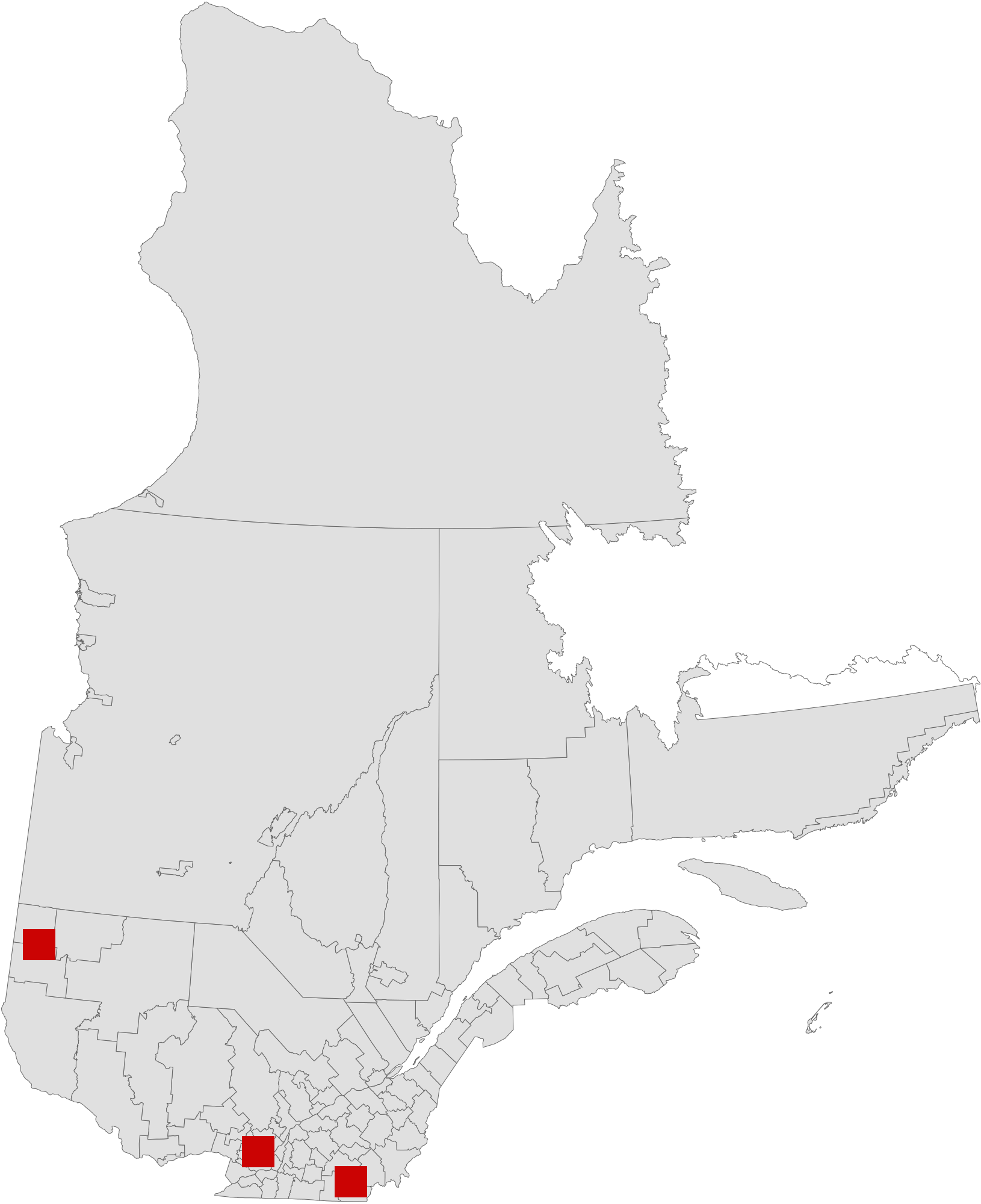
Répartition des associations membres de la FEUQ selon les régions.

Les associations étudiantes suivantes sont membres de la FEUQ:
- Association étudiante de l'école des sciences de la gestion (AéESG-UQAM) (Université du Québec à Montréal).
- Association des étudiants des cycles supérieurs de Polytechnique (AÉCSP) (Polytechnique Montréal)
- Association des Étudiants de l’École Nationale d’Administration Publique (AÉÉNAP) (École nationale d'administration publique)
- Association des étudiants de Polytechnique (AEP) (Polytechnique Montréal)
- Association générale des étudiants et étudiantes de l'Institut Armand-Frappier (AGEIAF) (Institut Armand-Frappier)
- Association Générale Étudiante de l'UQAT (AGEUQAT) (Université du Québec en Abitibi-Témiscamingue)
- Concordia Student Union (CSU) (Université Concordia)
- Fédération étudiante de l'Université de Sherbrooke (FEUS) (Université de Sherbrooke)
- Association des étudiantes et étudiants de 2e et 3e cycle de l'Université McGill (AÉÉDTC / PGSS) (Université McGill)

## Désaffiliations
Fin 2013, les associations suivantes quittent la FEUQ:
- Association générale des étudiants et étudiantes du campus à Lévis (AGECALE) (Université du Québec à Rimouski)[3]
- Mouvement des associations générales étudiantes de l'UQAC (MAGE-UQAC) (Université du Québec à Chicoutimi)[4]
- Association générale des étudiants du campus à Rimouski (AGECAR) (Université du Québec à Rimouski)[5],[6]

À la suite de cette vague de désaffiliations, le président de la FEUQ, Antoine Genest-Grégoire, a remis sa démission,.
Le 1er février 2015, l'Association des étudiantes et des étudiants de la Faculté des sciences de l'éducation de l'Université du Québec à Montréal (ADEESE-UQAM) vote, par référendum, à une majorité de 76,5 %, pour une désaffiliation de la FEUQ à partir du 5 mai 2015, soit la date de fin de son membership en cours.
Le 25 février 2015, le Bureau Exécutif de la Fédération des associations étudiantes du campus de l'Université de Montréal, une association fondatrice, a remis un rapport en vue d'un désaffiliation de la FEUQ. Le 28 mars 2015, elle vote à l'unanimité pour une désaffiliation de la FEUQ,.
Par la suite, une autre organisation a vu le jour : l'Union étudiante du Québec.

#### Autres associations étudiantes nationales au Québec
- Association pour une solidarité syndicale étudiante
- Fédération étudiante collégiale du Québec
- Table de concertation étudiante du Québec
- Liste des associations étudiantes universitaires du Québec
- Mouvement étudiant au Québec